# 李弘 (灊山)
李弘（3世纪—324年），东晋民变领袖。
当时魏晋时期道书称太上老君降世，化名李弘。李弘师从道士李脱，在潜山养众，自称应谶语，当为王。权臣丞相扬州牧王敦忌惮右将军、会稽内史周札。太宁二年（324年）正月，他指使庐江太守李恒告发周札及其诸侄与李脱图谋不轨，在军营中杀了周札的侄子谘议参军周筵和李脱、李弘，又杀死周札的侄子们，再袭杀周札。